# Obrechies
Obrechies is een gemeente in het Franse Noorderdepartement (regio Hauts-de-France) en telt 260 inwoners (2005). De plaats maakt deel uit van het arrondissement Avesnes-sur-Helpe.

## Geografie
De oppervlakte van Obrechies bedraagt 5,4 km², de bevolkingsdichtheid is 48,1 inwoners per km².
De onderstaande kaart toont de ligging van Obrechies met de belangrijkste infrastructuur en aangrenzende gemeenten.

## Demografie
Onderstaande figuur toont het verloop van het inwonertal (bron: INSEE-tellingen).